# Humberto Gomes
Humberto Gomes (født 1. januar 1978 i Braga, Portugal) er en portugisisk håndboldspiller, som spiller i Madeira Andebol SAD og på Portugals herrehåndboldlandshold.
Han deltog under EM i håndbold 2020 i Sverige/Østrig/Norge.